# ساباط درخونه
ساباط درخونه مربوط به دوره قاجار است و در شوشتر، خیابان امام، محله درخونه واقع شده و این اثر در تاریخ ۱۷ اسفند ۱۳۸۱ با شمارهٔ ثبت ۷۹۳۵ به‌عنوان یکی از آثار ملی ایران به ثبت رسیده است.